# Leon Aleksander Sapieha

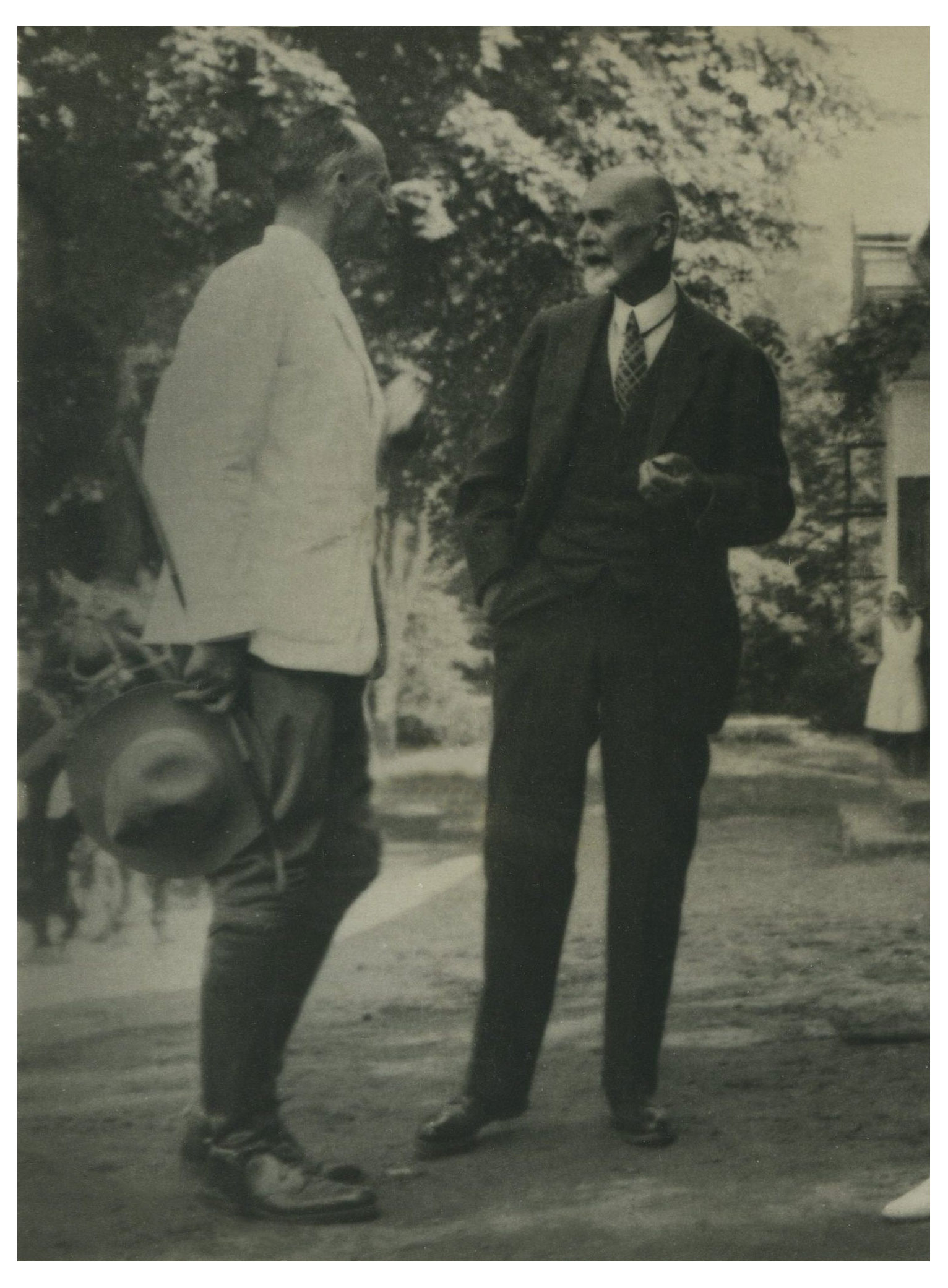
Leon Sapieha (z lewej) i Kazimierz Ostaszewski w Bachórcu u Krasickich, lipiec 1935

Leon Aleksander Sapieha (ur. 19 grudnia 1883 w Krasiczynie, zm. 27 września 1944 w Rzeszowie) – ziemianin, podróżnik, poseł na Sejm, w 1922 roku posiadał majątki ziemskie o powierzchni 10 550 ha.

## Życiorys
Był synem Władysława Leona, bratankiem kardynała Adama Stefana, bratem Józefa, Aleksandra, Adama Zygmunta, Andrzeja Józefa i Stanisława.
Uczył się w gimnazjum we Lwowie, następnie od 1898 w Chyrowie. Nie ukończywszy gimnazjum chyrowskiego wstąpił do trzyletniej austriackiej Akademii Marynarki Wojennej w Rijece. Wystąpił z niej w 1903 powracając do Lwowa, gdzie zdał maturę. Do roku 1907 studiował sukcesywnie w Lipsku, Bernie i Gembloux w Belgii. W 1907 powołany do wojska odbył roczną służbę w Pardubicach. 15 kwietnia 1914 zdał pomyślnie egzamin Międzynarodowej Federacji Aeronautycznej i uzyskał Dyplom Pilota nr 160 wydany przez Austriacki Aeroklub. W annałach Aeroklubu został odnotowany jako poddany brytyjski, zaś w rubryce zawód widnieje wpis „podporucznik rezerwy”.
Po tragicznej śmierci starszego brata Kazimierza został seniorem linii kodeńskiej rodu Sapiehów.
W 1914 roku walczył w szeregach austro-węgierskiej 21 Brygady Kawalerii. W grudniu tego roku został przydzielony do c. i k. Lotnictwa. Latał m.in. jako pilot w k.u.k. Fliegerkompagnie 10 na samolotach Aviatik B.I. Przez krótki okres miał pod swoją kuratelą stawiającego pierwsze lotnicze kroki Stefana Bastyra – późniejszego współtwórcę lotnictwa polskiego. Brał udział w szeregu kampanii, aż do choroby we wrześniu 1916. Po ślubie 22 lipca 1917 wyreklamowany z wojska osiadł w Krasiczynie. W czasie służby w c. i k. Armii awansował na kolejne stopnie w korpusie oficerów rezerwy kawalerii: kadeta (1 stycznia 1909), podporucznika (1 stycznia 1912) i porucznika (1 lipca 1915). Od 1909 do 1918 jego oddziałem macierzystym był Czeski Pułk Dragonów Nr 7.
Walczył także w wojnie polsko-bolszewickiej, za co został odznaczony Krzyżem Walecznych. 8 stycznia 1924 został zatwierdzony w stopniu porucznika ze starszeństwem z 1 czerwca 1919 i 74. lokatą w korpusie oficerów rezerwy kawalerii. Posiadał przydział w rezerwie do 8 Pułku Ułanów w Krakowie.
Przez cały okres międzywojenny zlecał systematyczną restaurację zamku w Krasiczynie, którą kierował Adolf Szyszko-Bohusz.
Wraz z żoną odbył w latach 1922-1933 szereg zagranicznych podróży, m.in. do Algierii, Indii i Cejlonu, Afryki Równikowej, Libii czy Tunezji. Pokłosie tych wypraw zostało opisane w książkach:
- Lasy Ituri. Wspomnienia z podróży (Kraków, 1928)
- Wulkany Kivu. Wspomnienia z podróży (Kraków, 1934)

W 1935 został wybrany na posła IV kadencji Sejmu. Został członkiem Komisji Prawniczej i Komisji Wojskowej. Występował przeciwko reformie rolnej jako szkodliwej dla rozwoju rolnictwa.
Aresztowany w październiku 1939, zwolniony w czerwcu 1940. Rozpoczął działalność w konspiracji. Zaprzysiężony członek ZWZ, potem AK. Ciężko ranny 23 sierpnia 1944 przy próbie przebicia się do Krakowa. (Istnieje także teoria, że chciał przebić się do rodzinnego Krasiczyna). Zmarł 27 września 1944 w Rzeszowie, został pochowany na cmentarzu w Łętowni koło Przemyśla

## Ordery i odznaczenia
W czasie służby w c. i k. Armii otrzymał:
- Krzyż Zasługi Wojskowej 3 klasy z dekoracją wojenną i mieczami,
- Signum Laudis Srebrny Medal Zasługi Wojskowej na wstążce Krzyża Zasługi Wojskowej po raz drugi,
- Signum Laudis Srebrny Medal Zasługi Wojskowej z mieczami na wstążce Krzyża Zasługi Wojskowej po raz pierwszy,
- Signum Laudis Brązowy Medal Zasługi Wojskowej z mieczami na wstążce Krzyża Zasługi Wojskowej,
- Krzyż Jubileuszowy Wojskowy,
- Odznaka Pilota Polowego(inne języki)[7].

## Źródła i bibliografia
- Schematismus für das k.u.k. Heer und für die k.u.k. Kriegsmarine für 1910. Wiedeń: Nadworna i Państwowa Drukarnia, grudzień 1909. (niem.).
- Schematismus für das k.u.k. Heer und für die k.u.k. Kriegsmarine für 1913. Wiedeń: Nadworna i Państwowa Drukarnia, grudzień 1912. (niem.).
- Ranglisten des kaiserlichen und königlichen Heeres 1916. Wiedeń: Nadworna i Państwowa Drukarnia, 1916. (niem.).
- Ranglisten des kaiserlichen und königlichen Heeres 1918. Wiedeń: Nadworna i Państwowa Drukarnia, 1918. (niem.).
- Rocznik Oficerski 1923. Warszawa: Ministerstwo Spraw Wojskowych, 1923.
- Sprawozdania miesięczne (Monatsberichte) Flik 10 – Kriegsarchiv, Wiedeń (źródło niepublikowane)
- Alina Szklarska-Lohmannowa: Sapieha Leon. W: Polski Słownik Biograficzny. T. 35. Warszawa – Kraków: Instytut Historii im. Tadeusza Manteuffla Polskiej Akademii Nauk, 1994, s. 81–83. ISBN 83-86301-02-3.